# 대한민국 민법 제866조
대한민국 민법 제866조는 입양을 할 수 있는 능력에 대한 민법 친족법 조문이다. 입양이 법적 친자관계를 형성하는 중요한 신분행위라는 점에서 성별, 혼인 여부, 자녀 유무와 관계없이 충분한 판단 능력을 가진 성년자만 할 수 있도록 정하는 조문이다. 다만, 배우자가 있는 경우에는 배우자와 공동으로 입양해야 한다. 본 조와 더불어 입양특례법이 아동복지기관의 심사와 보건복지부 장관의 허가를 추가로 요구하여 요보호 아동에 대한 특별한 보호를 하고 있다.

## 조문
제866조(입양을 할 능력) 성년이 된 사람은 입양(入養)을 할 수 있다.

## 비교조문
제874조(부부의 공동 입양 등)① 배우자가 있는 사람은 배우자와 공동으로 입양하여야 한다.
② 배우자가 있는 사람은 그 배우자의 동의를 받아야만 양자가 될 수 있다.

제867조(미성년자의 입양에 대한 가정법원의 허가)① 미성년자를 입양하려는 사람은 가정법원의 허가를 받아야 한다.

## 같이 보기
- 입양
- 입양특례법

1. ↑  민법 제874조